# Keith Taylor (nhà sử học)
Keith Weller Taylor là một cựu quân nhân Mỹ trong chiến tranh Việt Nam, giáo sư của Khoa nghiên cứu Châu Á chuyên về lịch sử Việt Nam, thuộc Đại học Cornell.

## Học vấn
Keith Weller Taylor lấy bằng Cử nhân vào tháng 5 năm 1968 tại đại học George Washington. Chỉ 2 tuần sau ông bị gọi đi khám sức khỏe và đã tình nguyện vào cơ quan tình báo quân đội với hy vọng không bị đưa sang chiến trường Việt Nam, nhưng ông đã phải sang đó năm 1970 với cấp bậc trung sĩ và được trở về năm 1971 khi bị thương. Vào tháng 1 năm 1972, 6 tháng sau khi ông trở về từ Việt Nam, ông được cho giải ngũ, và tiếp tục theo đuổi học vấn tại đại học Michigan, chuyên về lịch sử Việt Nam rồi tốt nghiệp Tiến sĩ vào năm 1976.

## Sự nghiệp
- Giảng viên khoa Lịch sử, đại học quốc gia Singapore 1981-87.
- Giáo sư khoa Lịch sử, Hope College, 1987-89.
- Giáo sư của Khoa nghiên cứu Châu Á, Đại học Cornell, 1989 - nay.